# Gravensteiner

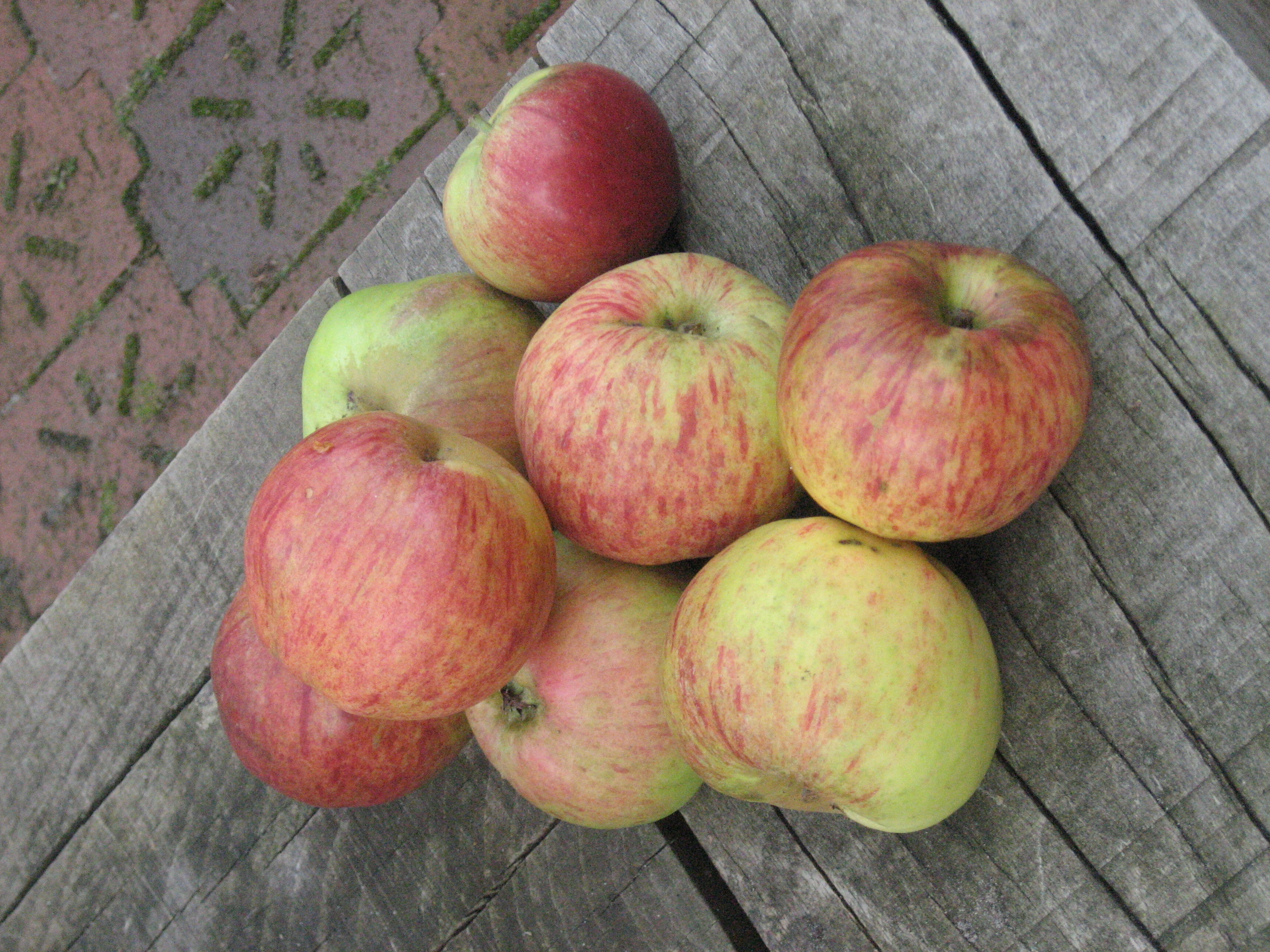
Gravensteiner

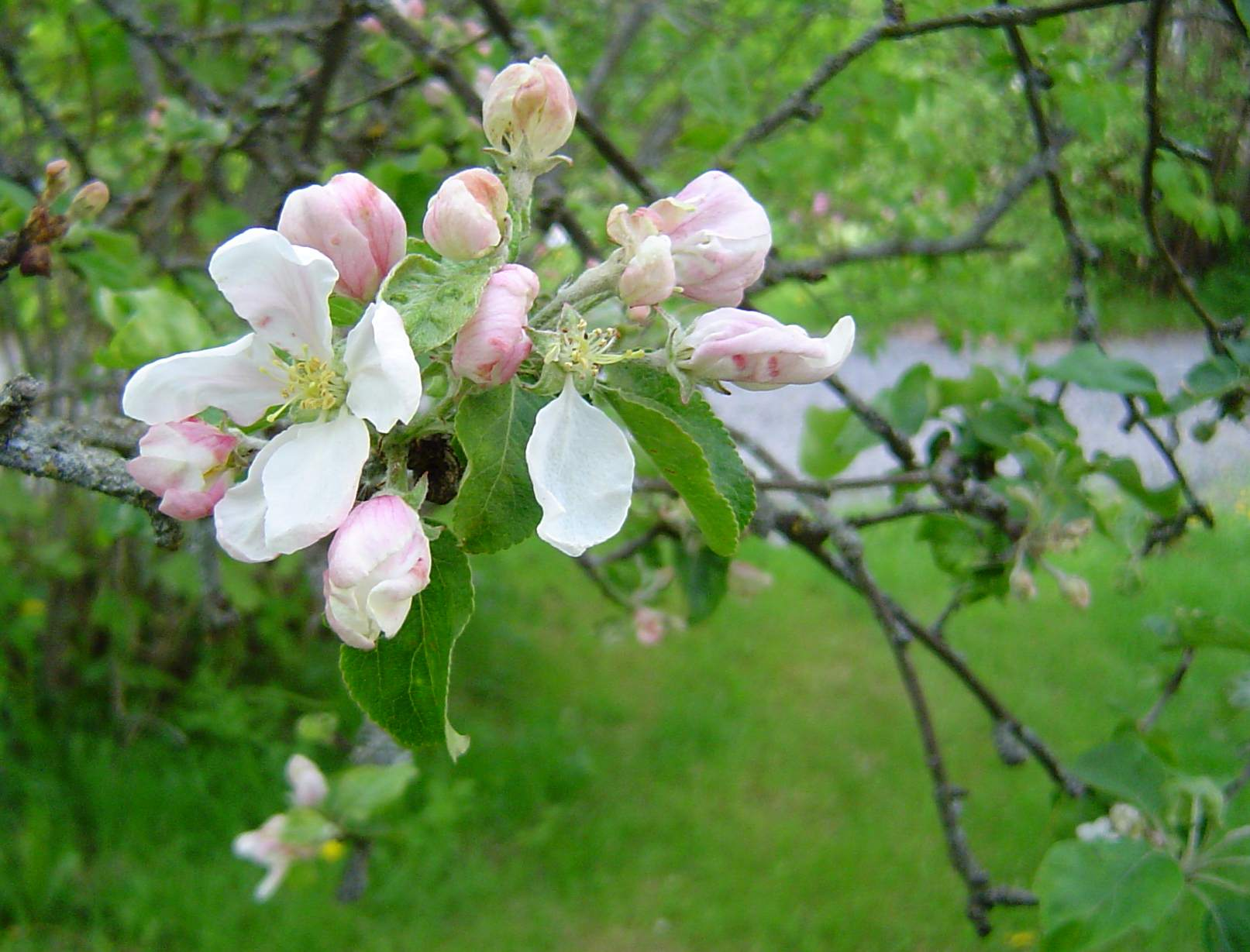
Gravensteins blommor

Gravensteiner, gul (litografi av målning av Henriette Sjöberg (1842–1915)).

Gravensteiner, på svenska ofta benämnt Gravensten, är en saftig och syrlig äppelsort. Dess ursprung inte är helt säkert, men den är dock känd sedan åtminstone år 1669. Sorten spreds sedan från staden Gråsten i södra Jylland, Danmark från vars namn på tyska, Gravenstein, den också fått sitt namn. 

## Beskrivning

### Historia
Exakta fakta kring sortens härstamning har gått förlorad men en vanlig version kring dess ursprung är att det började växa i trädgården i slottet Augustenburg i norra Schleswig, med ett ursprung från Sydtyrolen. År 1696 skickade så Danmarks kung Kristian V sin son prins Carl på en långresa till Frankrike, Italien och Spanien – åtföljd av greve Carl Ahlefeldt från staden Gråsten. Under en vistelse på klostret L’Abaye de Hautcombe nära Lac du Borget i Savojen fann Ahlefeldt ett äpple som han blev entusiastisk inför. Äppelsorten var ett "Ville Blanc"-äpple som han fick några grenar av och som han sedan skickade till sin bror greve Fredrik Ahlefeldt på Gråstens slott, där grenarna därpå ympades in på ett befintligt äppelträd. Äpplet med den friska smaken blev sedan spritt och känt under namnet Gravensteiner, det tyska namnet på staden Gråsten. Vid en brevväxling med en pomolog i Schleswig åren 1791–1797 framgick att det första trädet från sorten fortfarande levde.

### Smak och pollinering
Gravensteiner, som har en tidig blomsättning, är ett saftigt, lätt syrligt äpple, med fast krispigt fruktkött, god arom och passar lika bra som ätäpple som matäpple. Sorten, med S-generna S4S11S20, pollineras av bland andra AromaS5S7, Beauty of BathS1S4, Bismarck S16bS5, Discovery S1S24, Dronning Louise S7S9, Eldrött DuväppleS7S10, Egremont Russet, FilippaS7S24, GuldborgS3S11, Gyllenkroks astrakanS3S22,  James Grieve S5S8, KatjaS5S24, MaglemerS6S11, MioS2S7, OranieS3S7, Pederstrup S1S20, Röd Astrakan S3S7, StenbockS3S22, Summerred S2S9, SäfstaholmS1S?, Sönderskov S33S?, Transparente blancheS1S?, Transparente de Croncels S2S3, Venus S3S33 och ÅkeröS1S?. De med kursiverad stil stämmer bäst överens i fråga om blomningstid och bör i första hand väljas. 

Gravensteiner, röd (litografi av målning av Henriette Sjöberg (1842–1915)).

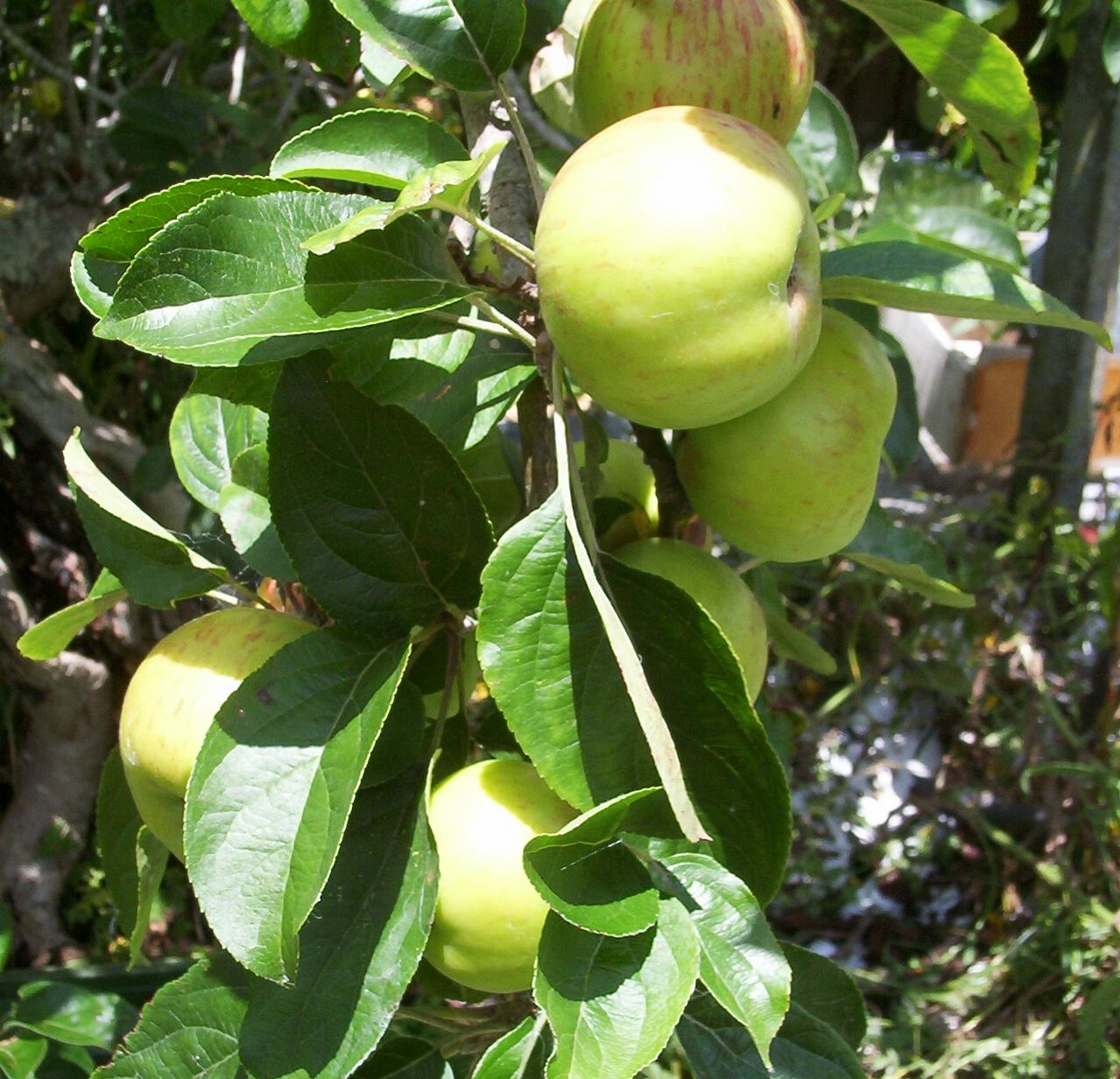
Gravensteiner-frukt och löv.

### Skörd och odlingszoner
Gravenstiener skördas i september. Det går cirka 113 dagar mellan blomning och plockning. Medelvikt 189 gram, sockerhalt 11,5% syrahalt 0,75%. I Sverige odlas Gravensteiner gynnsammast i odlingszonerna I—III. 

### Varianter av sorten
Flera mutationer finns av Gravensteiner, till exempel Tranekjær, Vallø, Frederiksberg, Taarnborg och Röd Gravensteiner. Enligt försök gjorda i Danmark överträffar åtminstone de tre förstnämnda den gula Gravensteinern i smak. Röd Gravensteiner är en mutation som framkom i Tyskland på 1800-talet, Blodröd, Mörkröd och Ramlöse dito är mutationer från Danmark och Crimson Gravensteiner är en variant från Kanada. I Danmark utgjorde Röd Gravensteiner ca 10% av alla sålda Gravensteinerträd åren 1937-1939, övriga var huvudsakligen Gul Gravensteiner. Röda mutanter är vanliga i svensk och norsk yrkesodling.
År 2005 utsåg den dåvarande danske jordbruksministern, Hans Christian Schmidt, Gravensteiner till officiell nationalfrukt för Danmark.